# Okrouhlá (Blanskói járás)
Okrouhlá település Csehországban, a Blanskói járásban. Okrouhlá Vážany, Boskovice, Velenov, Knínice u Boskovic, Kořenec és Benešov településekkel határos. Lakosainak száma 614 fő (2024. január 1.).

## Népesség
A település lakosságának változását az alábbi diagram mutatja:
| Lakosok száma | 561  | 544  | 598  | 608  | 511  | 528  | 584  | 588  | 617  | 614  |
|               | 1869 | 1890 | 1921 | 1950 | 1980 | 2001 | 2017 | 2019 | 2022 | 2024 |